# 72-га піхотна дивізія (Третій Рейх)
72-га піхотна дивізія (Третій Рейх) (нім. 72. Infanterie-Division) — піхотна дивізія Вермахту за часів Другої світової війни.

## Історія
72-га піхотна дивізія була створена 19 вересня 1939 в Трірі в 12-му військовому окрузі (нім. Wehrkreis XII).

## Райони бойових дій
- Німеччина (вересень 1939 — травень 1940);
- Франція (травень — грудень 1940);
- Румунія (січень — березень 1941);
- Греція (березень — травень 1941);
- Румунія (травень — липень 1941);
- СРСР (південний напрямок) (липень — вересень 1941);
- Союз Радянських Соціалістичних Республік (Крим) (вересень 1941 — серпень 1942);
- СРСР (центральний напрямок) (серпень 1942 — вересень 1943);
- СРСР (південний напрямок) (вересень 1943 — серпень 1944);
- Польща (серпень 1944 — січень 1945);
- Німеччина (січень — травень 1945).

## Командування

### Командири
- генерал від інфантерії Франц Маттенклотт (нім. Franz Mattenklott) (19 вересня 1939 — 25 липня 1940);
- генерал від інфантерії Гельге Аулеб (нім. Helge Auleb) (25 липня — 4 вересня 1940);
- генерал від інфантерії Франц Маттенклотт (4 вересня — 6 листопада 1941);
- генерал-лейтенант Філіпп Мюллер-Гебгард (нім. Philipp Müller-Gebhard) (6 листопада 1941 — 10 липня 1942);
- генерал-майор Курт Суше (нім. Curt Souchay) (10 липня — 24 листопада 1942);
- генерал-лейтенант Філіпп Мюллер-Гебгард (24 листопада 1942 — 17 лютого 1943);
- генерал-лейтенант граф Ральф фон Оріола (нім. Ralph Graf von Oriola) (17 лютого — 3 травня 1943);
- генерал-лейтенант Філіпп Мюллер-Гебгард (3 травня — 1 листопада 1943);
- генерал-лейтенант Ервін Менні (нім. Erwin Menny) (1 — 20 листопада 1943);
- генерал-лейтенант, доктор Герман Гон (нім. Hermann Hohn) (20 листопада 1943 — 25 березня 1944);
- генерал-майор Карл Арнінг (нім. Karl Arning) (10 — 19 червня 1944);
- генерал кавалерії Густав Гартенек (нім. Gustav Harteneck) (19 червня — 1 липня 1944);
- генерал-лейтенант, доктор Герман Гон (1 липня 1944 — 20 квітня 1945);
- генерал-лейтенант Гуго Байссвенгер (нім. Hugo Beißwänger) (20 квітня — 8 травня 1945).

## Нагороджені дивізії
Нагороджені дивізії
|  | Кавалери Нагрудного знаку ближнього бою в золоті                                                           | 9 гауптман Еміль Меллер — 10 грудня 1943 |
|  | Кавалери Золотого Німецького Хреста                                                                        | 144 |
|  | Кавалери Срібного Німецького Хреста                                                                        | 1 |
|  | Кавалери Лицарського хреста Залізного хреста з Дубовим листям та Мечами                                    | 1 (№ 109 генерал-майор Герман Гон — 31.10.1944) |
|  | Кавалери Лицарського хреста Залізного хреста з Дубовим листям                                              | 4 (№ 86 оберст Фрідріх-Вільгельм Мюллер — 08.04.1942 № 352 оберстлейтенант Карл Бакке — 10.12.1943 № 401 майор Роберт Кестнер — 21.02.1944 № 410 оберст Герман Гон — 01.03.1944) |
|  | Кавалери Лицарського хреста Залізного хреста                                                               | 49 |
|  | Кавалери Почесної відзнаки Сухопутних військ «Почесна застібка на орденську стрічку для Сухопутних військ» | 32 |
|  | Кавалери ордену Михая Хороброго ІІІ ступеня (Румунія)                                                      | 3 |

- Нагороджені Сертифікатом Пошани Головнокомандувача Сухопутних військ (11)
- Нагороджені Сертифікатом Пошани Головнокомандувача Сухопутних військ за збитий літак противника (1)